# هيلين لي
هيلين لي (3 يناير 1943 - ) (بالإنجليزية: Helen Lee)‏ هي لاعبة كريكت أسترالية. شاركت مع منتخب أستراليا الوطني للكريكت.

## وصلات خارجية
- هيلين لي على موقع إي آس بي آن كريك إنفو (الإنجليزية)